# Hersilie séparant Romulus et Tatius
Hersilie séparant Romulus et Tatius (aussi appelé Le Combat des Romains et des Sabins) est une huile sur toile réalisée par Le Guerchin en 1645. Il est conservé au Musée du Louvre à Paris depuis les saisies révolutionnaires de 1794, actuellement exposé dans le Département des peintures.

## Historique
Hersilie séparant Romulus et Tatius est réalisé en 1645 par Le Guerchin sur commande de Louis Ier Phélypeaux de La Vrillière qui souhaite l'installer dans la Galerie dorée de l'hôtel de La Vrillière,. En 1705, le tableau est vendu avec la propriété à Louis Raulin Rouillé (contrôleur général des Postes), puis vendu avec la propriété par la veuve Rouillé en 1713 à Louis-Alexandre de Bourbon. L'hôtel et le tableau deviennent ensuite propriété de son fils Louis de Bourbon, duc de Penthièvre, puis est saisi lors de la Révolution et transporté au Louvre en 1794. Une copie de l'original a été remis dans la Galerie dorée au XIXe siècle.

## Description
Le tableau est une huile sur toile de 253 × 267 cm.
Le tableau est séparé en deux plans distincts par un mur à gauche. Au centre, Hersilie intervient pour séparer son mari Romulus et son frère Titus Tatius. Deux autres femmes retiennent les soldats. En arrière-plan se déroule l'hécatombe de la guerre opposant les Romains aux Sabins. En comparaison à d'autres tableaux sur ce thème, Le Guerchin choisit de mettre la guerre en arrière-plan et l'intervention de paix d'Hersilie en premier plan.

## Galerie dorée
Dans son contexte d'origine, le tableau était accompagné de huit autres œuvres réunies dans la Galerie dorée de l'hôtel de La Vrillière, dont :
- Le Guerchin, Coriolan supplié par sa mère (1643), Caen, musée des Beaux-arts
- Le Guerchin, Les Adieux de Caton d'Utique à son fils, 1635, huile sur toile, 263 × 267 cm, musée des Beaux-Arts de Marseille
- Poussin, Camille livre le maître d'école de Faléries à ses écoliers, musée du Louvre
- Pierre de Cortone, César remet Cléopâtre sur le trône d'Égypte, musée des beaux-arts de Lyon
- Pierre de Cortone, La Découverte de Romulus et Rémus (Musée du Louvre)
- Turchi, La Mort de Cléopâtre (~1640), 255 × 267 cm, musée du Louvre, Paris
- Pierre de Cortone, Auguste et la Sibylle, musée des beaux-arts de Nancy
- Carlo Maratta, L'empereur Auguste ferme les portes du temple de Janus ou La Paix d'Auguste (1655-57), 280 × 275 cm, palais des Beaux-Arts de Lille
- Guido Reni, L’Enlèvement d’Hélène par Pâris,  Paris, musée du Louvre.